# مهدی‌آباد (علی‌آباد)
مهدی‌آباد روستایی در دهستان زرین گل بخش مرکزی شهرستان علی‌آباد استان گلستان ایران است.

## جمعیت
بر پایه سرشماری عمومی نفوس و مسکن در سال ۱۳۹۵ جمعیت این روستا ۲٬۸۴۸ نفر (۸۶۰خانوار) بوده‌است.